# Colorno
Colorno je občina v pokrajini Parma v deželi Emilija - Romanja v Italiji, ki je okoli 90 kilometrov severozahodno od Bologne in približno 15 kilometrov severno od Parme. 31. decembra 2004 je imela 8593 prebivalcev in površino 48,7 kvadratnega kilometra. 
Colorno meji na občine Casalmaggiore, Gussola, Martignana di Po, Mezzani, Sissa, Torrile.

## Zgodovina
Colorno je bil prvič omenjen leta 953. Od časa Friderika II. je bila občina odvisna od gvelfov. Nato je pripadel družini Terzi, kasneje milanskemu vojvodi, nato pa družini Sanseverino. Pod njimi se je kraj zelo povečal. V današnji Farnesejevi  vojvodski palači (Palazzo Ducale) ima sedež ALMA, Scuola Internazionale di Cucina Italiana (Mednarodna šola italijanske kuhinje).

## Znamenitosti
Najbolj znana je vojvodska palača (Reggia), zgrajena v 18. stoletju za družino Farnese. Zgradil jo je Azzo da Correggio (1303–1362) in obnovil Ennemond Alexandre Petitot (1727–1801).
Pomembni so tudi:
- Oranžerija (Aranciaia), ki jo je leta 1710 ustanovil vojvoda Francesco Farnese kot zavetje za pomarančevce in limonovce, ki so poleti krasili palačo. Oblikoval jo je Ferdinando Galli Bibiena. Zdaj je v njej Muzej kmečke civilizacije in predindustrijske tehnologije,
- vodni stolp (1718–19),
- cerkev svete Margarete iz 16. stoletja.

## Kuhinja
Značilna jed tega mesta in pokrajine Parma je tortél dóls, grenko-sladko polnjeni ravioli. Izvira iz obdobja Marije Luize Avstrijske, vojvodinje iz Parme. Jed se pripravlja predvsem pozimi, še posebej za božični večer, zadnji dan leta in 16. januarja.